# 沃爾庫塔河
沃爾庫塔河是俄羅斯的河流，屬於烏薩河的右支流，由涅涅茨自治區和科密共和國負責管轄，河道全長182公里，流域面積約4,550平方公里，河水主要來自雨水和融雪，每年十月至翌年六月結冰。